# 鍾沛君
鍾沛君（1984年12月10日—）是一名中華民國政治人物，中國國民黨籍，臺北市客家人，現任臺北市議會議員，曾為伊林模特兒、TVBS新聞台主播及記者、國民黨文化傳播委員會副主任委員兼發言人、新台灣人文教基金會執行長。

## 早年及工作
鍾沛君出生於臺北市，父親鍾則良曾任台北市政府民政局局長、國民黨台北市黨部主委。大學三年級時曾與伊林模特兒經紀公司簽約五年模特兒，並自爆曾當過林俊傑MV中的「女路人」。大學畢業後，進入台北市議員陳孋輝辦公室擔任助理，因母親罹肺腺癌離職。

## 政治生涯
2023年3月15日，國民黨中常會通過「中央選戰策略會報」，鍾沛君對此不滿，宣布辭去國民黨文傳會副主委職務。2023年末，獲國民黨提名入列不分區第20名，成為立法委員候選人。
2023年2月28日，鍾表示臺北市政府應自明年（2024）起停辦二二八事件追思會，更指稱追思會僅徒具形式，且已淪為政治提款鬧劇。

## 個人生活
2018年7月離婚，2021年1月體重突降擔心遺傳肺腺癌而先行切除肺部增生組織，經化驗確認是肺腺癌零期，同月安排手術，術後恢復良好。
2023年6月8日，隨臺灣#MeToo運動發酵，鍾沛君於臉書自爆，2022年8月6日遭名嘴朱學恒強制親吻等性騷擾，朱事後雖立刻道歉，卻不願承認具體性騷擾細節。

## 選舉紀錄
| 年度 | 選舉屆數               | 選舉區                                 | 所屬政黨   | 得票數    | 得票率 | 當選標記 | 備註   |
| ---- | ---------------------- | -------------------------------------- | ---------- | --------- | ------ | -------- | ------ |
| 2018 | 第十三屆臺北市議員選舉 | 臺北市第六選舉區                       | 中國國民黨 | 19,116    | 6.48%  |          | [ 12 ] |
| 2022 | 第十四屆臺北市議員選舉 | 臺北市第六選舉區                       | 中國國民黨 | 15,074    | 5.29%  | [ 13 ]   |        |
| 2024 | 第十一屆立法委員選舉   | 全國不分區及僑居國外國民立法委員選舉區 | 中國國民黨 | 4,764,576 | 34.58% |          |        |

## 外部連結
- 鍾沛君的Facebook專頁
- 鍾沛君的Instagram帳戶
- YouTube上的鍾沛君頻道